# Mario Crocco
Mario Crocco es un neurobiólogo ítalo-argentino. Desde 1988 es jefe del Laboratorio de Investigaciones Electroneurobiológicas del Hospital Borda en Buenos Aires, Argentina y es director desde 1982 del Centro de Investigaciones Neurobiológicas del Ministerio de Salud de la República Argentina.

## Trayectoria

### Neurobiología y psicofísica
Los estudios de Crocco forman parte de la Escuela Neurobiológica Argentino-Germana. Los aportes de Crocco en estas áreas se resumen en el libro de Contreras (2014).

### Taxonomía
En 2006 propuso un nuevo sistema de taxonomía dentro del contexto provisto por el descubrimiento –entonces reciente– de la presencia de agua en Marte, y por sus estudios en hielo sucio acerca de la eventual adsorción citoesquelética y captación microrreológica por posibles microorganismos de la fina película de agua que las fuerzas de Van der Waals mantienen flúida, aun a temperaturas rondando los 100 °C bajo cero.
A pesar de que los resultados de esos nueve prolongados ensayos fueron oficialmente declarados como inconclusos, el ingeniero Gilbert Levin interpreta los resultados como evidencia de metabolismo, y por lo tanto, de vida; los principales proponentes son Gilbert Levin, Rafael Navarro-González y Ronalds Paepe.
Dicho sistema taxonómico de amplitud astrobiológica toma respaldo en nuevos análisis (de ritmos circadianos que serían advertibles en los datos radiados desde nueve ensayos independientes que duraron entre cinco y nueve meses) contextuados como se indicó al principio, llegando así a incluir y nomenclar al hipotético microbio que pudo haber sido detectado por el programa Viking durante 1975-1976 en el planeta Marte pero, originalmente, habría pasado desapercibido. Crocco propuso crear nuevas categorías linneanas de clasificación biológica para poder incorporar el hipotético microorganismo marciano:
- Sistema de vida orgánico: Solaria
- Biosfera: Marciana - Todos los organismos vivientes, extintos y existentes cuyos linajes se desarrollaron sobre el planeta solar Marte. Su taxón paralelo es Terrestria.
- Reino: Jakobia - Todos los organismos vivientes integrantes de Marciana cuya anatomía y fisiología están adaptadas para vivir habitualmente en las gamas de radiación ultravioleta y otras condiciones características del suelo superior del Marte, incluso si fuesen también capaces de sobrevivir en otro biotopos marcianos. El reino es así denominado para honrar a Christfried Jakob (1866-1956), neurobiólogo que dedicó su vida al esfuerzo de entender y conceptuar la vida.

- Género y especie: Gillevinia straata (en honor a Gilbert Levin y Patricia Straat, quienes dirigieron los experimentos originales en 1975)

- Holotipo: el conjunto de señales radiadas desde Marte en 1976 correspondientes al Labeled Release Experiment de la Mission Viking, conservado por la NASA. Se aplica el concepto de mediación epistémica progresiva (ver Nota al pie 2); esta propuesta de Crocco constituye una innovación en sistemática que al presente no ha sido todavía materia de amplio debate entre taxonomistas.
- Epitipo o Paratipo: multicopias del holotipo en poder de los investigadores principales del Labeled Release Experiment o repetidas desde entonces por vía de comunicaciones electrónicas.

A pesar de las críticas científicas respecto a  su propuesta, argumenta que no trataría su propuesta, pues, de un nomen nudum sino de una mediación epistémica progresiva, y no se trataría tampoco de una bacteria, por cuanto las bacterias constituyen un reino de microorganismos que, en el caso de desconsiderar la hipótesis de un proceso de panspermia, son particulares de la biósfera terrestre.

## Ideas políticas
Al recuperar la Argentina su democracia el 10 de diciembre de 1983, Crocco fue convocado a integrar en el Senado de la Nación el cuerpo técnico de una nueva comisión multipartidaria que jamás obtuvo financiación presupuestaria, la Comisión Investigadora de Ilícitos Económicos orientada por Alejandro Olmos y presidida por el senador salteño Francisco R. Villada, y permaneció en ella durante toda la existencia de la misma (1984-1987). La Comisión se autodisolvió tras la decisión del presidente de la Nación, Raúl Alfonsín, quien consideró que las circunstancias de la política internacional imponían al país la necesidad de seguir pagando la deuda externa, aún si la Comisión senatorial, donde Crocco se desempeñaba como jefe de la base de datos, pudiera en el futuro determinar que aquel endeudamiento constituía una deuda odiosa. 
Desde dicha función, y también integrando junto con Carlos Astudillo, Francisco Merello y otros el denominado Club Nuclear, Crocco produjo propuestas legislativas destinadas a implementar mejoras técnicas en salud, ciencias, educación y la introducción temprana de computadoras en las mismas; varias de sus iniciativas fueron vehiculizadas por el diputado puntano Juan Carlos Barbeito que presidía la Comisión de Salud de su Cámara. Crocco incluyó entre sus propuestas formales el análisis de un régimen político estococrático. También publicó en La Semana Médica, en 1988, un programa de administración y control hospitalario por computadora, con medidas especiales para minimizar la corrupción. 
Investigador de la historia de la ciencia argentina y en particular de los aportes de Ramón Carrillo, durante los años de 1960 Crocco integró la Agrupación Ramón Carrillo en las facultades de Medicina, Ciencias Exactas y Naturales y de Filosofía y Letras de la Universidad de Buenos Aires, y hasta los años de 1990 la Agrupación de Profesionales Ramón Carrillo, un grupo de expertos o gabinete estratégico que incluía antiguos amigos y colaboradores del primer ministro argentino de Salud. En 1990 contribuyó a fundar la Fundación Dr. Ramón Carrillo, donde desde 2007 se desempeña como secretario.

## Publicaciones seleccionadas
- Crocco, Mario (2004). On Minds’ Localization: Clues from a range of academic topics suggest that observers are put in operative connection or disconnection with the surrounding occurrences by the physiologically modulated motion of unidentified microphysical particles. Buenos Aires: Revista Electroneurobiology / Electroneurobiología (publicada por el Hospital Borda), Vol. 12, Issue 3, Pp. 244-257. ISSN 0328-0446. También disponible en formato html.
- Helmut Wautischer (editor), Ontology of Consciousness: Percipient Action, The MIT Press: Bradford Books, 2008. Capítulos 11: Mariela Szirko, "Effects of Relativistic Motions in the Brain and Their Physiological Relevance" y 12: Mario Crocco, "A Palindrome: Conscious Living Creatures as Instruments of Nature; Nature as an Instrument of Conscious Living Creatures", pp. 358-393).
- Crocco, Mario. Folia Neurobiológica Argentina Volumen XI (2008)
- Crocco, Mario. Folia Neurobiológica Argentina Volumen X (1996). Sensing: A New Fundamental Action of Nature (ISBN 978-987-98013-0-7), disponible en la Biblioteca Nacional (Buenos Aires).
- Crocco, Mario. Folia Neurobiológica Argentina Volumen VI, pp. 108-120 (1989). "Comment l’hylozoïsme scientifique contemporain aborde-t-il la sélection naturelle du parenchyme neurocognitif?", disponible en la Biblioteca Nacional (Buenos Aires).